# ヘルクレス座オメガ星
ヘルクレス座ω星 (ヘルクレスざオメガせい、ω Herculis / ω Her) は、ヘルクレス座の恒星で5等星。

## 概要
へび座の頭部とへびつかい座との間にあり、かつてはへび座51番星とも呼ばれた。りょうけん座α2型変光星に分類される変光星で、2.961日の周期で変光する。大気中のクロムやユウロピウムの含有率が高く、また鉄も多くみられる。地球の地磁気の数百倍もの磁場が観測されている。
将来、赤色巨星となった後、炭素と酸素の核を太陽質量の0.7倍の質量の白色矮星として残し、外層は惑星状星雲となるであろうと考えられている。
0.8秒離れた位置に見えるB星（11.5等）と連星系を成している。

## 名称
固有名のクヤム (Cujam) は、ラテン語で「棍棒」という意味の Caiam から転訛したものとされる。これはヘラクレスの棍棒に因んでいるが、トレミーが描いた星図には棍棒は描かれておらず、ルネサンス期以降に新たに付けられた名前であるとされる。2017年2月1日、国際天文学連合の恒星の命名に関するワーキンググループ (Working Group on Star Names, WGSN) は、Cujam をω星Aの固有名として正式に承認した。